# Soyuz (cohete)
El vector Soyuz o lanzador Soyuz (en ruso: Союз, AFI: [sɐˈjus], "Unión") es un vehículo de lanzamiento desechable fabricado por TsSKB-Progress en Samara, Rusia. Se ha usado como lanzador para las naves tripuladas Soyuz como parte del programa Soyuz. Actualmente se usan para lanzar naves de suministro Progress no tripuladas hasta la Estación Espacial Internacional y para lanzamientos comerciales dirigidos por TsSKB-Progress y el Puerto espacial de Kourou en la Guayana Francesa.
El combustible de los cohetes Soyuz-U es el queroseno, pero los cohetes Soyuz-U2 usan una variante denominada Syntin.

## Historia
El lanzador fue usado por primera vez en 1966, derivado del lanzador Vostok, que a su vez se basa en el misil balístico intercontinental 8K74 o R-7a. Inicialmente era un cohete de tres etapas con una etapa superior Block I. Más tarde se produjo la variante Molniya mediante la adición de una cuarta etapa, que le permitía alcanzar la muy elíptica Órbita de Mólniya. Una variante posterior fue la Soyuz-U.
La producción de lanzadores Soyuz alcanzó un máximo de 60 por año a principios de la década de 1980. Se ha convertido en el lanzador espacial más usado del mundo, volando en 1700 ocasiones, mucho más que cualquier otro cohete. Tiene un diseño básico muy viejo, pero es notable por su bajo costo y alta fiabilidad, ambas cosas atractivas para los clientes comerciales.

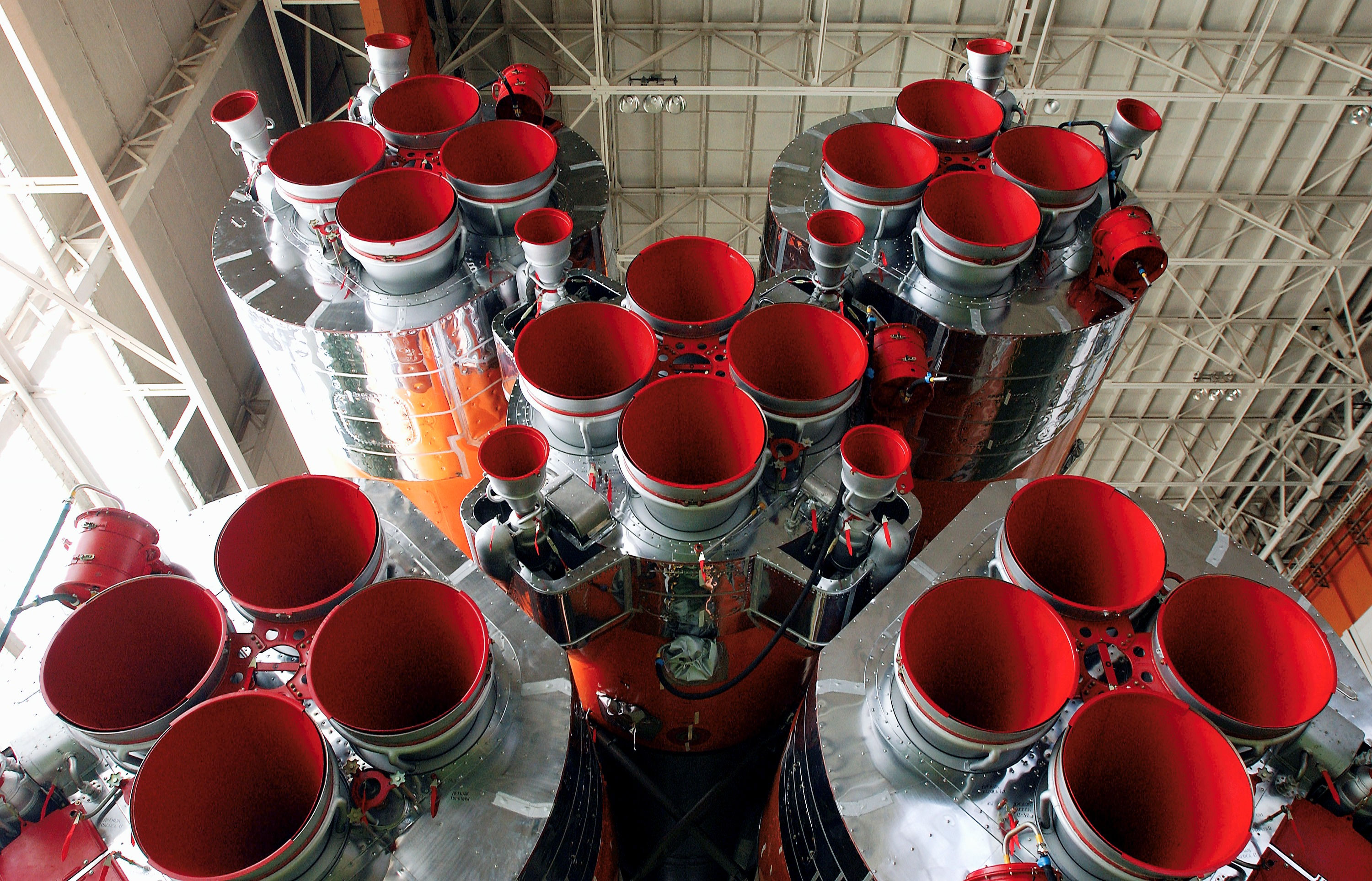
Motores de cohete Soyuz.

A principios de la década de 1990 se hicieron planes para un Soyuz rediseñado con una etapa superior Fregat. El motor Fregat fue desarrollado por NPO Lavochkin a partir del módulo de propulsión de sus sondas interplanetarias Phobos. Aunque respaldado por la Agencia Espacial Federal Rusa y el Ministerio de Defensa ruso en 1993 y designado "Rus" por ser una rusificación y modernización del Soyuz, posteriormente pasó a llamarse Soyuz 2, sin embargo, la falta de financiación impidió llevar adelante el plan.
La creación de Starsem en julio de 1996 aportó nuevos fondos para la creación de una variante menos ambiciosa, la Soyuz-Fregat o Soyuz U/Fregat. Este consistía en un Soyuz U ligeramente modificado combinado con la etapa superior Fregat, con capacidad para llevar hasta 1350 kg a una órbita de transferencia geoestacionaria.
En abril de 1997, Starsem obtuvo un contrato de la Agencia Espacial Europea para lanzar dos pares de satélites científicos de plasma Cluster 2 usando el Soyuz-Fregat. Antes de la introducción de este nuevo modelo, Starsem lanzó 24 satélites de la constelación Globalstar en seis lanzamientos con una etapa superior Ikar rearrancable, entre el 22 de septiembre y el 22 de noviembre de 1999.
Después de los exitosos vuelos de prueba del Soyuz-Fregat el 9 de febrero y el 20 de marzo de 2000, los satélites Cluster 2 fueron lanzados el 16 de julio y el 9 de agosto de 2000. Otro Soyuz-Fregat lanzó la sonda Mars Express de la ESA  desde Baikonur en junio de 2003.
La Soyuz-Fregat es reemplazada por un nuevo lanzador, llamado Soyuz/ST (o Soyuz 2), que tendrá un nuevo sistema de orientación digital y una tercera etapa con un nuevo motor.
La primera versión de desarrollo Soyuz 2 es denominado Soyuz-2-1a, que ya está equipado con el sistema de orientación digital, pero que aún es impulsado por un motor de tercera etapa viejo, fue lanzada el 4 de noviembre de 2004 desde Plesetsk en un vuelo de prueba suborbital, seguido por un vuelo orbital el 23 de octubre de 2006 desde Baikonur. El lanzador plenamente-modificado (versión Soyuz-2-1b) voló por primera vez el 27 de diciembre de 2006 con el satélite COROT desde el cosmódromo de Baikonur.
Una larga cadena de lanzamientos Soyuz exitosos se rompió el 15 de octubre de 2002, cuando el lanzamiento del satélite Foton M en un Soyuz U no tripulado desde Plesetsk cayó cerca de la plataforma de lanzamiento y explotó 29 segundos después de despegar. Una persona de la tripulación de tierra resultó muerta y hubo ocho heridos. Otro fracaso se produjo el 21 de junio de 2005, durante el lanzamiento desde Plesetsk de un satélite de comunicaciones militar Molniya, que utiliza una versión de cuarta etapa del cohete llamado Molniya-M. El vuelo terminó seis minutos después del lanzamiento debido a un fallo del motor de la tercera etapa o a una orden incumplida de separarse la segunda y tercera etapas.
Las etapas segunda y tercera del cohete, que son idénticas a las Soyuz, y su carga útil (un satélite Molniya-3K) se estrellaron en la región de Uvatski en Tyumen (Siberia). Sin embargo, el lanzador denominado Molniya-M ha realizado con éxito los otros 274 lanzamientos Soyuz no tripulados.

## Plataforma de lanzamiento
El cohete queda esencialmente suspendido por cuatro brazos que lo mantienen en posición vertical. En cuanto los cohetes comienzan a acelerar, los brazos son retirados por acción de contrapesos actuados por la fuerza de la gravedad.
El concepto de cohete suspendido fue una de las novedades introducidas con el R-7/Soyuz. El cohete se mantiene por los extremos superiores de los cohetes reforzadores. Sucesivamente, los cohetes reforzadores mantienen el núcleo central del cohete. Este montaje emula las condiciones de vuelo, cuando empuja el núcleo central hacia delante.
En el lanzamiento se inician primero los cohetes laterales, luego los motores de la segunda etapa. Cuando el cohete despega, los brazos han sido retirados de la trayectoria por sus contrapesos.
Cuando los motores de los cohetes laterales se detienen, estos simplemente se desprenden. No hay complejos sistemas mecánicos, eléctricos o hidráulicos para desconectar los cohetes laterales del núcleo.

## Etapas

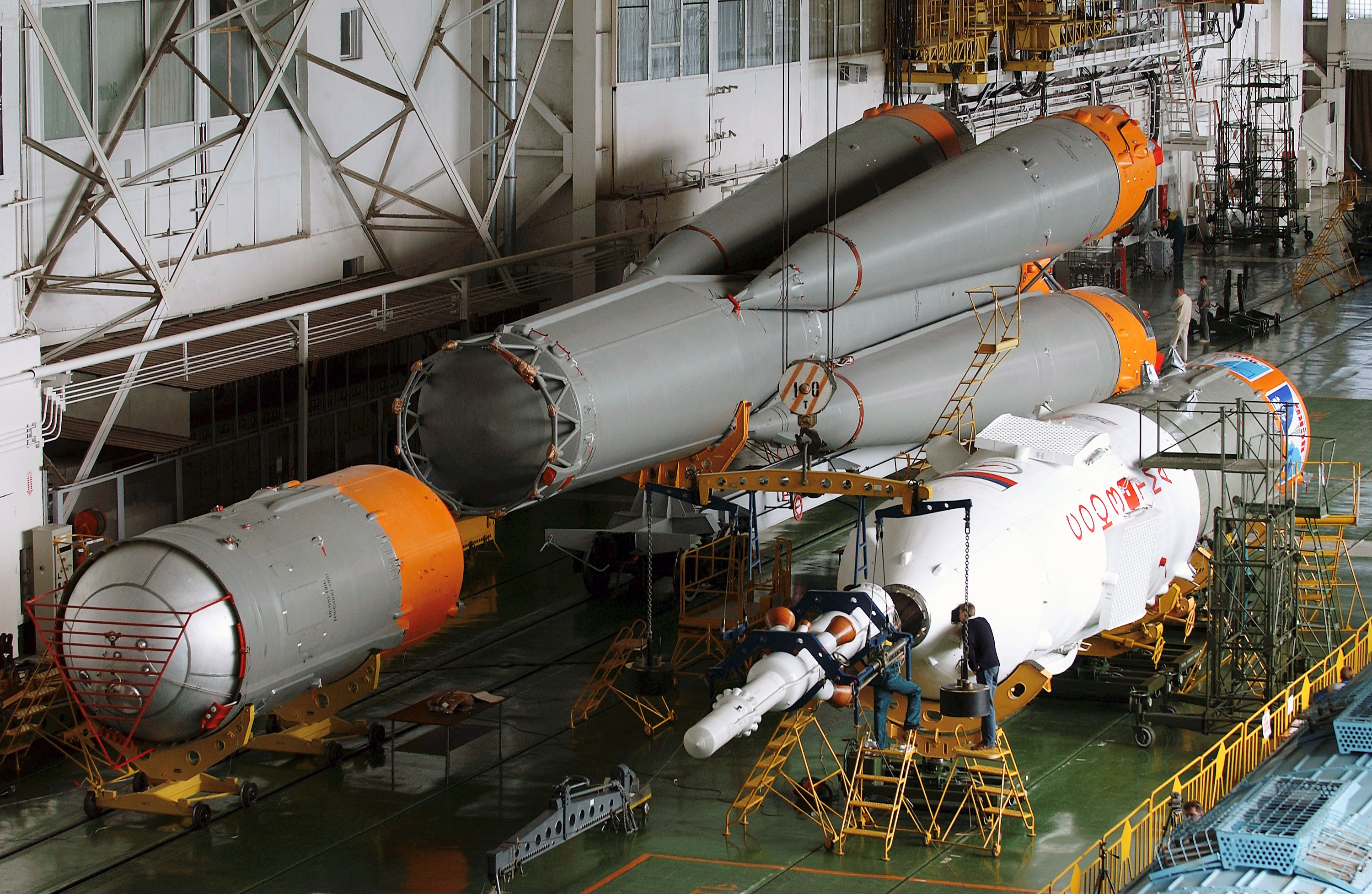
Ensamblaje del cohete Soyuz. La primera y segunda etapas están ya embonadas y se pueden apreciar en el fondo, la tercera etapa esta en la esquina inferior izquierda de la imagen, la nave espacial Soyuz, cubierta por su manto de lanzamiento, esta en la esquina inferior derecha. Nótese que el cohete es ensamblado horizontalmente en forma opuesta a por ejemplo el Saturno V —una de sus características que lo hacen más barato de construir—.

### Primera etapa
La primera etapa del Cohete Soyuz consiste de cuatro propulsores cónicos idénticos que funcionan con combustible líquido; está unido al núcleo de la segunda etapa. Cada propulsor tiene su propio motor (cuatro cámaras de combustión, dos cámaras de combustión vernier y un equipo de turbo bombas).
Estadísticas (cada uno de los cuatro propulsores)
- Masa total: 44,5 t
- Propelente: 39,2 t
- Masa sin combustible: 3784 kg
- Diámetro: 2,68 m
- Longitud: 19,6 m
- Tiempo de quemado del propelente: 118 segundos
- Motores:
  - Modelos Soyuz y Soyuz-U 
    - RD-107
      - Empuje 813 kN al despegue
      - Empuje 991 kN en vacío
      - Impulso específico 245 kgf·s/kg (2,40 kN·s/kg) al despegue
      - Impulso específico 310 kgf·s/kg (3,04 kN·s/kg) en el vacío
      - Presión de cámara a 5,85 MPa (848 psi)

  - Modelos Soyuz-ST
    - RD-117 (11D511)
      - Empuje 838 kN (188 klbf) al despegue
      - Empuje 1021 kN (230 klbf) en el vacío
      - Impulso específico 245 kgf·s/kg (2,40 kN·s/kg) al despegue (est)
      - Impulso específico 310 kgf·s/kg (3,04 kN·s/kg) en el vacío (est)
      - Presión de cámara a 5,85 MPa (848 psi)

  - Soyuz-FG
    - RD-117A (14D22)
      - Empuje 775 kN (174 klbf) al despegue
      - Impulso específico 320,2 kgf·s/kg (3,14 kN·s/kg) en el vacío

### Segunda etapa
La segunda etapa del cohete Soyuz tiene un único propulsor; generalmente es una etapa cilíndrica con un motor (cuatro cámaras de combustión, cuatro cámaras de combustión vernier, un equipo de turbo bombas) en la base. La etapa se ensancha algo cerca de la parte alta.
- Masa en bruto: 105,4 t (232 400 lbm)
- Combustible: 95,4 t (210 000 lbm)
- Combustible (Soyuz-U2 con combustible Syntin): 96,4 t (212 000 lbm)
- Masa en seco: 6875 kg (15 160 lbm)
- Longitud: 28 m (91 ft 10 in)
- Diámetro:  2,95 m (9 ft 8 in)
- Tiempo de quemado: 290 s
- Motores:
  - Modelos Soyuz y Soyuz-U
    - RD-108
      - Empuje 779 kN (175 klbf) al despegue
      - Empuje 997 kN (224 klbf) en el vacío
      - Impulso específico 264 kgf·s/kg (2,59 kN·s/kg) al despegue
      - Impulso específico 311 kgf·s/kg (3,05 kN·s/kg) en el vacío
      - Presión de la cámara 5,1 MPa (740 psi)

  - Modelo Soyuz-U2 con combustible Syntin
    - RD-108
      - Empuje 811 kN (182 klbf) al despegue
      - Empuje 1009 kN (227 klbf) en el vacío
      - Impulso específico 264 kgf·s/kg (2,59 kN·s/kg) al despegue
      - Impulso específico 311 kgf·s/kg (3,05 kN·s/kg) en el vacío
      - Presión de la cámara 5,1 MPa (740 psi)

  - Modelos Soyuz-ST
    - RD-118 (11D512)
      - Empuje 792 kN (178 klbf) al despegue
      - Empuje 990 kN (222 klbf) en el vacío
      - Impulso específico 264 kgf·s/kg (2,59 kN·s/kg) al despegue (est)
      - Impulso específico 311 kgf·s/kg (3,05 kN·s/kg) en el vacío (est)
      - Presión de la cámara 5,85 MPa (848 psi)

### Tercera etapa
Hay dos variantes de etapas superiores en uso: el Bloque I y el Bloque I Mejorado (usado en la Soyuz-2-1b).
- Masa en bruto: 25,2 t (55 600 lbm)
- Combustible: 21,4-22,9 t (47 200-50 500 lbm)
- Masa en seco: 2355 kg (5190 lbm)
- Longitud:  6,7 m (22 ft 0 in)
- Diámetro: 2,66 m (8 ft 9 in)
- Tiempo de quemado: 240 s
- Motor:
  - Bloque I
    - RD-0110
    - Empuje 298 kN (67,0 klbf)
    - Impulso específico 330 kgf·s/kg (3,24 kN·s/kg)
    - Presión de la cámara 6,8 MPa (986 psi)

  - Mejorado Bloque-I
    - RD-0124 (11D451)
    - Empuje 294 kN (66 klbf)
    - Impulso específico 359 kgf·s/kg (3,52 kN·s/kg)
    - Presión de la cámara 16,2 MPa (2350 psi)